# أندرو كوان (كاتب)
أندرو كوان (بالإنجليزية: Andrew Cowan)‏ (1960)؛ روائي بريطاني. درس في جامعة إيست أنجليا.